# 아벨 극한 정리
해석학에서 아벨 극한 정리(-極限定理, 영어: Abel's limit theorem)는 수렴 영역의 어떤 경계점에서 수렴하는 멱급수의 성질에 대한 정리이다.:41-42, §2.5

## 정의
중심이 0인 실수 멱급수
{\displaystyle \sum _{n=0}^{\infty }a_{n}x^{n}\qquad (a_{0},a_{1},a_{2},\dots \in \mathbb {R} )}
의 수렴 반지름이 {\displaystyle 0<r<\infty }이라고 하자. 아벨 극한 정리에 따르면, 만약
{\displaystyle \sum _{n=0}^{\infty }a_{n}r^{n}}
이 수렴한다면, 다음이 성립한다.:177, §20, Theorem 100
{\displaystyle \lim _{x\to r^{-}}\sum _{n=0}^{\infty }a_{n}x^{n}=\sum _{n=0}^{\infty }a_{n}r^{n}}
또한, 만약
{\displaystyle \sum _{n=0}^{\infty }a_{n}(-r)^{n}}
이 수렴한다면, 다음이 성립한다.:178, §20
{\displaystyle \lim _{x\to (-r)^{+}}\sum _{n=0}^{\infty }a_{n}x^{n}=\sum _{n=0}^{\infty }a_{n}(-r)^{n}}

## 증명
편의상 {\displaystyle r=1}이고:220, §11.2
{\displaystyle \sum _{n=0}^{\infty }a_{n}}
이 수렴한다고 가정하자. 이 경우 멱급수가 {\displaystyle [0,1]}에서 균등 수렴함을 보이는 것으로 족하다. 두 함수열 {\displaystyle (f_{n},g_{n}\colon [0,1]\to \mathbb {R} )_{n=0}^{\infty }}를 다음과 같이 정의하자.
{\displaystyle f_{n}(x)=a_{n}\qquad (x\in [0,1],\;n\geq 0)}
{\displaystyle g_{n}(x)=x^{n}\qquad (x\in [0,1],\;n\geq 0)}
그렇다면,
{\displaystyle \sum _{n=0}^{\infty }f_{n}(x)}
는 {\displaystyle [0,1]}에서 균등 수렴하고, 임의의 {\displaystyle x\in [0,1]}에 대하여, {\displaystyle (g_{n}(x))_{n=0}^{\infty }}는 감소 수열이다. 또한, 임의의 {\displaystyle x\in [0,1]} 및 {\displaystyle n\geq 0}에 대하여,
{\displaystyle |g_{n}(x)|\leq 1}
이다. 아벨 판정법에 의하여,
{\displaystyle \sum _{n=0}^{\infty }a_{n}x^{n}}
은 {\displaystyle [0,1]}에서 균등 수렴한다.

## 따름정리
아벨 극한 정리에 따라, 만약 실수 멱급수가 수렴 구간의 오른쪽 끝점에서 수렴한다면 이 끝점에서 좌연속 함수이고, 왼쪽 끝점에서 수렴한다면 이 끝점에서 우연속 함수이다. 즉, 실수 멱급수는 전체 수렴 구간에서 연속 함수이다.:221, §11.2, 따름정리2 그러나, 복소수 멱급수는 수렴 영역의 경계점에서 수렴하더라도, 이 경계점에서 연속 함수가 아닐 수 있다.

## 예
아벨 극한 정리는 급수를 적분으로 변환시켜 구할 때 종종 이용된다. 이는 아벨의 합 공식이 이상 적분을 변수를 포함하는 이상 적분의 극한으로 변환시켜 구하는 것과 비슷하다. 예를 들어, 급수
{\displaystyle \sum _{n=0}^{\infty }{\frac {(-1)^{n}}{3n+1}}=1-{\frac {1}{4}}+{\frac {1}{7}}-\cdots }
를 계산해 보자. (이 급수는 교대급수 판정법에 의하여 수렴한다.) 다음과 같은 함수 {\displaystyle f\colon [0,1]\to \mathbb {R} }를 정의하자.
{\displaystyle f(x)=\sum _{n=0}^{\infty }(-1)^{n}{\frac {x^{3n+1}}{3n+1}}\qquad (x\in [0,1])}
그렇다면, 아벨 극한 정리에 의하여 {\displaystyle f}는 연속 함수이다. 임의의 {\displaystyle x\in [0,1)}에 대하여
{\displaystyle f'(x)=\sum _{n=0}^{\infty }(-1)^{n}x^{3n}={\frac {1}{1+x^{3}}}}
이므로, 임의의 {\displaystyle x\in [0,1)}에 대하여
{\displaystyle f(x)=f(0)+\int _{0}^{x}f'(x)\mathrm {d} x={\frac {1}{6}}\ln {\frac {(x+1)^{2}}{x^{2}-x+1}}+{\frac {1}{\sqrt {3}}}\arctan {\frac {2x-1}{\sqrt {3}}}+{\frac {\pi }{6{\sqrt {3}}}}}
이다. 따라서,
{\displaystyle \sum _{n=0}^{\infty }{\frac {(-1)^{n}}{3n+1}}=f(1)=\lim _{x\to 1^{-}}f(x)={\frac {1}{3}}\ln 2+{\frac {\pi }{3{\sqrt {3}}}}}
이다.

## 일반화

### 경계점에서 무한대로 발산하는 경우
중심이 0이고 모든 계수가 음이 아닌 실수인 멱급수
{\displaystyle \sum _{n=0}^{\infty }a_{n}x^{n}\qquad (a_{0},a_{1},a_{2},\dots \geq 0)}
의 수렴 반지름이 {\displaystyle 0<r<\infty }이고,
{\displaystyle \sum _{n=0}^{\infty }a_{n}r^{n}=\infty }
라고 하자. 그렇다면, 다음이 성립한다.:178, §20
{\displaystyle \lim _{x\to r^{-}}\sum _{n=0}^{\infty }a_{n}x^{n}=\infty }

### 경계점에서 수렴하지 않는 경우
중심이 0인 실수 멱급수
{\displaystyle \sum _{n=0}^{\infty }a_{n}x^{n}\qquad (a_{0},a_{1},a_{2},\dots \in \mathbb {R} )}
의 수렴 반지름이 {\displaystyle 0<r<\infty }라고 하자. 그렇다면, 다음이 성립한다.:189, Exercise 70
{\displaystyle \liminf _{n\to \infty }\sum _{k=0}^{n}a_{k}r^{k}\leq \limsup _{x\to r^{-}}\sum _{n=0}^{\infty }a_{n}x^{n}\leq \limsup _{n\to \infty }\sum _{k=0}^{n}a_{k}r^{k}}

### 복소수의 경우
중심이 0인 복소수 멱급수
{\displaystyle \sum _{n=0}^{\infty }a_{n}z^{n}\qquad (a_{0},a_{1},a_{2},\dots \in \mathbb {C} )}
의 수렴 반지름이 {\displaystyle 0<r<\infty }이고, {\displaystyle |\zeta |=r}인 어떤 {\displaystyle \zeta \in \mathbb {C} }에 대하여
{\displaystyle \sum _{n=0}^{\infty }a_{n}\zeta ^{n}}
이 수렴한다고 하자. 그렇다면, 다음이 성립한다.
{\displaystyle \lim _{t\to 1^{-}}\sum _{n=0}^{\infty }a_{n}(t\zeta )^{n}=\sum _{n=0}^{\infty }a_{n}\zeta ^{n}}
보다 일반적으로, 곡선 {\displaystyle \gamma \colon [0,1]\to \operatorname {ball} _{\mathbb {C} }(0,r)\cup \{\zeta \}}가 다음을 만족시킨다고 하자. (여기서 {\displaystyle \operatorname {ball} }은 열린 공이다.)
- {\displaystyle \gamma (1)=\zeta }
- {\displaystyle \sup _{t\in [0,1)}{\frac {|\zeta -\gamma (t)|}{|\zeta |-|\gamma (t)|}}<\infty }

그렇다면, 다음이 성립한다.:41, §2.5, Theorem 3
{\displaystyle \lim _{t\to 1^{-}}\sum _{n=0}^{\infty }a_{n}\gamma (t)^{n}=\sum _{n=0}^{\infty }a_{n}\zeta ^{n}}

## 역사
독일의 수학자 카를 프리드리히 가우스가 처음 제시하였다. 그러나 가우스가 제시한 증명은 증명되지 않은 결론을 사용하는 오류를 포함한다. 노르웨이의 수학자 닐스 헨리크 아벨의 이름을 땄다.

## 참고 문헌
1. 1 2  Ahlfors, Lars Valerian (1979). 《Complex analysis. An introduction to the theory of analytic functions of one complex variable》. International Series in Pure and Applied Mathematics (영어) 3판. 뉴욕: McGraw-Hill Book Company. ISBN 978-1-259-06482-1. MR 0510197. Zbl 0395.30001. IA complexanalysisi0000ahlf_v7n1.
2. 1 2 3 4  Knopp, Konrad (1954). 《Theory and Application of Infinite Series》 (영어). 번역 Young, R. C. H. 2판. Glasgow: Blackie & Son.
3. 1 2  伍胜健 (2010년 2월). 《数学分析. 第二册》 (중국어). 北京: 北京大学出版社. ISBN 978-7-301-15876-0.

- 김락중; 박종안; 이춘호; 최규흥 (2007). 《해석학 입문》 3판. 경문사. ISBN 978-8-96-105054-8.